# Getto w Zakliczynie
Getto w Zakliczynie – utworzone przez Niemców getto dla ludności żydowskiej istniejące w Zakliczynie w okresie okupacji ziem polskich.

W 1939 Zakliczyn liczył ponad tysiąc mieszkańców, z czego Żydzi stanowili około 30%. W lipcu 1942 Niemcy, w ramach akcji Reinhardt, wydali zarządzenie o utworzeniu w mieście getta, do którego trafiło ponad 1500 (2000) osób, także z Wojnicza i innych okolicznych miejscowości (m.in.  Czchowa, Bobowej i Gromnika). Mieściło się ono w rejonie ulic Piłsudskiego, Malczewskiego oraz Browarki.

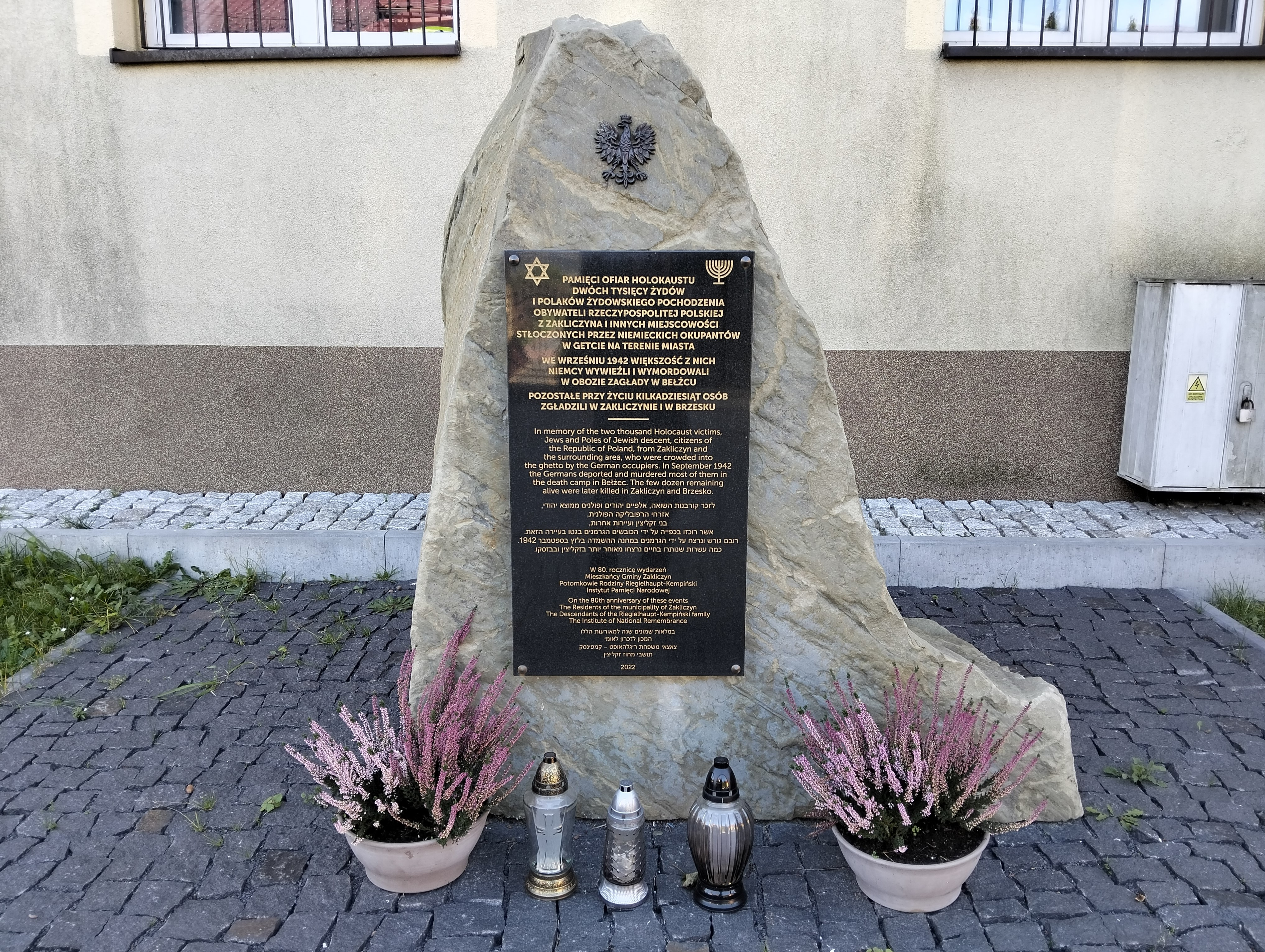
Pomnik z 2023

Żydzi zmuszani byli do niewolniczej pracy, m.in. w warsztatach rzemieślniczych, przy drogach i melioracji. W getcie panowały tragiczne warunki bytowe. W jednym pomieszczeniu często zamieszkiwało nawet około dwadzieścia osób, a w ciepłe noce wielu zmuszonych było spać pod gołym niebem. Życie osadzonych toczyło się w ciasnocie, brudzie i głodzie, panowały choroby. 15 września 1942 nastąpiła likwidacja getta. Na targowisku zgromadzono jego mieszkańców, którzy następnie zostali popędzeni pieszo do stacji kolejowej w Gromniku lub byli bezpośrednio wywiezieni do Tarnowa. Większość deportowanych trafiła do obozu zagłady w Bełżcu. Jedynie nielicznym udało się zbiec. W opróżnionym getcie pozostawiono około 80 osób, w tym członków Judenratu, policji żydowskiej oraz wyselekcjonowaną grupę młodych, zdrowych osób zdolnych do pracy. Mieli oni za zadanie porządkować teren i gromadzić różnego rodzaju przedmioty pozostałe po zamordowanych mieszkańcach. Nadzór nad tym procesem sprawował tarnowski gestapowiec, Wilhelm Rommelmann, regularnie wizytując miasto. Aby wydłużyć swoje życie, Żydzi często przekupywali Rommelmanna pieniędzmi i kosztownościami, ale przekonani byli o małym prawdopodobieństwie ocalenia, w związku z czym zaplanowali ucieczkę. Udało im się zakupić jakąś broń, na pewno jeden karabin, który wraz z innymi rzeczami zmagazynowali u zaufanych Polaków, m.in. u jednego z duchownych. Ostatecznie planowana na wiosnę 1943 ucieczka nie doszła do skutku w wyniku donosu. 22 grudnia 1942 Rommelmann z innymi gestapowcami zebrali Żydów w siedzibie Judenratu, a potem odprowadzili czwórkami na miejsce egzekucji (pomiędzy synagogą, a mykwą), gdzie uprzednio wykopano dół, do którego wrzucono ciała. Rommelmann osobiście zamordował co najmniej pięćdziesiąt osób. Jako pierwszego rozstrzelano komendanta Ordnungsdienstu, Apela, a na końcu kilku mężczyzn grzebiących zwłoki. Przeżyło jeszcze dziesięciu innych Żydów, których zabito na cmentarzu żydowskim w Brzesku. Na samym końcu Rommelmann zabrał kilka młodych dziewcząt oraz członków Judenratu do Tarnowa.
26 stycznia 2023 dr Mateusz Szpytma, zastępca prezesa Instytutu Pamięci Narodowej, odsłonił w mieście sfinansowany przez Instytut oraz gminę Zakliczyn pomnik upamiętniający zamordowanych. Prezydenta Andrzeja Dudę reprezentował minister Wojciech Kolarski. Podczas uroczystości przemawiała Anna Grygiel-Huryn, jedna z nielicznych osób, które przeżyły likwidację getta i jednocześnie inicjatorka posadowienia monumentu (urodziła się w getcie w 1942 i ocalała dzięki wsparciu polskiej rodziny Franciszka i Marii Jaroszów). W ratuszu miejskim odbyła się wówczas sesja historyczna pod tytułem „Pamięć ofiar niemieckich zbrodni. Losy Żydów i Polaków żydowskiego pochodzenia z Zakliczyna i Małopolski w latach okupacyjnego terroru”.